# Deutscher Challenger Yacht Club
Am 2. August 2004 wurde der Deutsche Challenger Yacht Club e. V. (DCYC) gegründet. Gründungsmitglieder sind der Norddeutsche Regatta Verein, der Verein Seglerhaus am Wannsee und der Bayerische Yacht-Club. Der Verein saß in Starnberg.
Die Idee war, einen neuen Verein als bundesweite Plattform zur Durchführung einer deutschen Challenge zum America’s Cup zu haben. Commodore wurde der deutsche Olympiasieger im Finn Willi Kuhweide, stellvertretender Commodore ist der Commodore des Norddeutschen Regatta Vereins Gunter Persiehl. 2010 gehören dem DCYC 42 Mitgliedsvereine an.
Der 32. America’s Cup konnte nicht erreicht werden, da die Ausscheidungskämpfe des Louis Vuitton Cups als Vorletzter beendet wurden. Für die nächste Challenge konnte Jochen Schümann als Teamleiter verpflichtet werden. Auch beim 33. America’s Cup scheiterte das Engagement im United Internet Team Germany am America’s Cup teilzunehmen.